# Шаббель, Клара
Клара Шаббель (нем. Klara Schabbel, 9 августа 1894, Берлин — 5 августа 1943, Берлин) — советская разведчица.

## Биография
Клара родилась в семье вторым ребёнком из четырёх, отец Людвиг Шаббель, мать Эмилия. Посещала 158-ю народную школу, окончила её в 1908 году и стала работать на предприятии по торговле часами, золотом и товарами из серебра Рихарда Лебрама.
Училась на вечерних курсах в общеобразовательной школе стенографии и работе на пишущей машинке.
С 1917 года — конторщица на предприятии «Телефункен». Одновременно посещала коммерческую школу Раковского.
Под влиянием политических взглядов отца, начиная с 1912 года, принимала активное участие в работе среди социалистически настроенной рабочей молодёжи; в 1914 году вступила в Социалистическую-демократическую партию Германии.
18 марта 1917 года за пропагандистскую деятельность, во время панихиды на кладбище по погибшим при расстреле мартовской демонстрации, была на короткое время арестована.
С ноября 1917 года по ноябрь 1918 года работала в Пфорцхайме на фирме, а не задолго до окончания войны вернулась в Берлин.
С 1918 года член «Союза Спартака», а с 1919 года — член Коммунистической партии Германии.
С 1920 года стенографистка в Берлинском жилищном ведомстве.
С 1921 года стенографистка Коммунистического Союза молодёжи в издательском доме «Молодёжный интернационал» в Берлин-Шенеберге на Фейрингштрассе, 63. В марте 1921 года была делегатом 10 съезда РКП(б) в Москве. В Берлине завязала дружбу с Генри Робинсоном, а в 1922 году у них родился сын Лео.
С 1924 года по середину 1926 года Шаббель вновь в Москве, где она стала работать стенографисткой Коммунистического интернационала молодёжи; проживала там с Робинсоном и сыном.
С июня 1925 года Шаббель снова в Берлине, стенографистка в Германо-русском обществе «Нафта», с 1928 года личный корреспондент и секретарь директора этого общества; с августа 1931 года работала в отделе по торговле нефтью
С 1932 года проживала на Торнерштрассе, 63, затем на Айхеналлее, 1 в Хенигсдорфе.
С ноября 1933 года по март 1935 год — стенографистка в обществе с ограниченной ответственностью «Манганэкспорт».
С 11 апреля 1935 года — стенографистка акционерного общества АЭГ, фабрик Хенигсдорфа, сначала в конструкторском бюро локомотивной фабрики, а с ноября 1937 года — в отделе транспорта.
В сентябре 1926 года совершила поездку в Париж; на рождество 1933 года — в Базель и вновь ездила в Париж в июле 1938 года, чтобы встретиться там с Робинсоном. В период с 1939 по 1940 год вступала с ним в контакт через посредников.
С начала июня 1942 года Эрна Эйфлер и Вильгельм Феллендорф передали ей привет от Робинсона, и сообщили, что они представляют советскую разведку. Оба разведчика переночевали у Шаббель на квартире.
Арестована 18 октября 1942 года, вечером перед дверью её квартиры в Хенигсдорфе на Айхеналлее.
Доставлена в Центральное гестапо на Принц-Альбрехтштрассе, 8 (здание занимало Главное управление имперской безопасности).
Переведена 21 октября 1942 года в следственную тюрьму Альт-Моабит, 12 а.
Процесс проведен с 28 по 30 января 1943 года Имперским военным судом.
Приговор — смертная казнь «за содействие врагу» (подавала прошение о помиловании 21 июня 1943 года, но оно было отклонено).
Дальнейшее отбывание наказания: с 3 июня 1943 года в женском концлагере на Бамимштрассе, 10.
Казнена 5 августа 1943 года в Плётцензее.